# عدد دبورا
عدد دبورا (به انگلیسی: Deborah number) یک عدد بی‌بعد بوده که در علم رئولوژی ویژگی‌های یک سیال را توصیف می‌کند. این عدد از نسبت زمان استراحت (که بیان‌گر سیالیت ذاتی ماده‌است) به مقیاس زمانی آزمایش محاسبه می‌گردد. این کمیت با نماد {\displaystyle De} به صورت زیر تعریف می‌شود:
{\displaystyle \mathrm {De} ={\frac {t_{\mathrm {c} }}{t_{\mathrm {p} }}}}
که در این رابطه tc بیانگر زمان استراحت تنش و tp بیانگر طول زمان آزمایش می‌باشد.